# Everybody's Got the Right to Love
Everybody's Got the Right to Love is een single van de Amerikaanse meidengroep The Supremes. Het was de tweede single zonder Diana Ross en ook de tweede single van hun eerste album Right On. Het onderwerp van het nummer is dat iedereen liefde nodig heeft en er recht op heeft. Daarom moet, volgens Everybody's Got the Right to Love, iedereen naar liefde op zoek gaan. Het nummer was net als zijn voorganger, Up the Ladder to the Roof, een hit op zowel de R&B als de poplijst. Op de eerstgenoemde behaalde het zijn piek op #11 en op de poplijst #21.

## Bezetting
- Lead: Jean Terrell
- Achtergrondzangeressen: Cindy Birdsong en Mary Wilson
- Instrumentatie: The Funk Brothers
- Schrijver: L. Stallman
- Productie: Frank Wilson